# International Federation of the Phonographic Industry

Logo der IFPI

Die International Federation of the Phonographic Industry (IFPI) ist der Weltverband der Phonoindustrie mit Sitz in London. Der Verband wurde 1933 gegründet, die deutsche Sektion 1958 (seit 2007 als BVMI).

## Überblick

Das Kopierschutzlogo der IFPI

Aufgabe der IFPI ist unter anderem die Wahrung der Urheberrechte international, wobei die IFPI-Mitglieder die Interessenvertreter der Phonoindustrie gegenüber der Politik national wie international sind. Für Europa, Lateinamerika und Südostasien bestehen zusätzliche IFPI-Organisationen. Eine weitere wichtige Aufgabe sieht die IFPI in der Bekämpfung von „Musikpiraterie“. Besondere Bedeutung hat darüber hinaus in den letzten Jahren die technische und rechtliche Umsetzung des weltweiten Musikhandels über das Internet und andere digitale Medien bekommen. Ebenso setzt sich die IFPI stark für die Vorratsdatenspeicherung ein.
Die Zentrale in London ist das Bindeglied für die nationalen Phonoverbände in 75 Ländern und Partner in weiteren 48 Ländern. Regionale Zentralen existieren in Brüssel, Hongkong und Miami beziehungsweise in Moskau (GUS-Staaten).
Die einzelnen nationalen IFPI-Organisationen entscheiden darüber hinaus über die Regularien der nationalen Musikcharts, die meist in ihrem Namen ermittelt werden, und die Vergabe von Goldenen und Platin-Schallplatten und anderen Auszeichnungen im Namen der Phonoindustrie. Sie vergibt auch den berühmten und begehrten „World Music Award“. Des Weiteren handelt sie mit der GEMA die Händlerabgaben für die Vergütung der Lizenzrechte der Urheberrechtsinhaber aus (derzeit 9,009 Prozent).

## IFPI Platinum Europe Award
Von 1996 bis 2014 vergab die IFPI den „IFPI Platinum Europe Award“ an Künstler, die eine Million oder mehr Exemplare eines Albums innerhalb Europas abgesetzt haben. Der Preis wurde monatlich verliehen und kann im Falle von mehr als einer Million verkaufter Exemplare auch mehrfach für ein Album verliehen werden. Digitale Albumverkäufe in Form von Musikdownloads werden ebenfalls zur Erhebung der Daten berücksichtigt. Mit jeweils zehn Verleihungen sind die Alben 21 von Adele und Let’s Talk About Love von Céline Dion die meistausgezeichneten Veröffentlichungen. t.A.T.u. erhielten den Preis für 200 Po Wstretschnoi und 200 km/h in the Wrong Lane als bisher einzige Interpreten zweimal für dasselbe Album in zwei unterschiedlichen Sprachen.
Von Oktober 2009 bis 2011 wurden in Anlehnung an das europäische Pendant zusätzlich die „IFPI Middle East Awards“ für Alben internationaler Künstler verliehen, die in einem Staat des Golf-Kooperationsrates Gold- oder Platinstatus erreichen. Ab 2010 wurden zusätzlich Verkäufe im Libanon ausgezeichnet. Dieser Preis wurde vierteljährlich verliehen.

## Belege
1. ↑  Peter Mühlbauer: Mussolini und der Musikindustrieverband. In: Telepolis. Heise, 14. April 2008, abgerufen am 14. September 2016.